# Бурма (район Рудаки)
Бурма (тадж. Бурма) — село в районе Рудаки Республики Таджикистан. Входит в состав джамоата (сельской общины) Султонобод.
Находится на расстоянии 15 км от районного центра (пгт. Сомониён) и 2 км от центра джамоата (село Султонобод).
Население — 3037 чел. (2017).